# I'll Be Your Girl
I’ll Be Your Girl é o oitavo álbum de estúdio da banda norte-americana The Decemberists, lançado em 16 de março de 2018 pelos selos Capitol Records e Rough Trade. Produzido por John Congleton, a banda experimentou novos instrumentos durante as sessões de gravação, incluindo várias composições com sintetizadores inspiradas em New Order e Depeche Mode. O álbum foi precedido pelo lançamentos dos singles “Severed” e “Once in My Life”.

## Composição
As letras do álbum foram, em parte, influenciadas pela eleição presidencial norte-americana de 2016 e os acontecimentos imediatos a ela. O vocalista Colin Meloy afirmou “[I’ll Be Your Girl] celebra o absurdo dos nossos dilemas atuais. Eu acho que é realmente um reflexo da minha perspectiva logo após a eleição de 2016, onde houve esse começo de desespero. Um verdadeiro desespero. Uma depressão real e depois meio que saindo disso tudo. Vendo as outras pessoas se sentindo da mesma maneira, da mesma forma saindo de seu buraco e apenas testemunhando os eventos à medida que eles surgiam, ao invés de fazer isso com lágrimas. Havia quase que um humor irônico, mas com raiva, e essas coisas andam juntas. Tratava-se de encontrar o equilíbrio entre a verdadeira fúria e o humor, descobrindo o grande absurdo que existia ali, mas sem soar alegre."

## Recepção
| Críticas profissionais | Críticas profissionais |
| Pontuações agregadas   | Pontuações agregadas   |
| Fonte                  | Avaliação              |
| ---------------------- | ---------------------- |
| Metacritic             | 69                     |
| Avaliações da crítica  |                        |
| Fonte                  | Avaliação              |
| AllMusic               | [ 5 ]                  |
| Consequence of Sound   | B-                     |
| Rolling Stone          | [ 7 ]                  |
| Slant Magazine         | [ 8 ]                  |
| Under the Radar        | 7.5/10                 |
| Pitchfork              | 6.1/10                 |

I’ll Be Your Girl recebeu, no geral, críticas moderadas à positivas, obtendo uma nota 69 de 100 no Metacritic. Will Hermes, da revista Rolling Stone, diz que a banda quis fazer algo diferente do usual, mas o resultado “acaba sendo a reafirmação daquilo que eles fazem extremamente bem”. Kayleigh Hughes, do site Consequence of Sound afirma que a banda “dá um passo fora de sua zona de conforto[..] e os resultados são ocasionalmente vibrantes, mas mais frequentemente exagerados ou mal trabalhados”.

## Lista de faixas
Todas as faixas escritas e compostas por Colin Meloy, exceto onde especificado. 
| N.º            | Título                                                       | Duração |  |
| 1.             | "Once in My Life" (Colin Meloy, Georgia Hubley e Ira Kaplan) | 5:09    |  |
| 2.             | "Cutting Stone"                                              | 3:20    |  |
| 3.             | "Severed"                                                    | 4:03    |  |
| 4.             | "Starwatcher"                                                | 2:39    |  |
| 5.             | "Tripping Along"                                             | 3:35    |  |
| 6.             | "Your Ghost"                                                 | 2:40    |  |
| 7.             | "Everything Is Awful"                                        | 3:22    |  |
| 8.             | "Sucker’s Prayer"                                            | 3:28    |  |
| 9.             | "We All Die Young"                                           | 4:01    |  |
| 10.            | "Rusalka, Rusalka / Wild Rushes"                             | 8:15    |  |
| 11.            | "I’ll Be Your Girl"                                          | 2:34    |  |
| Duração total: | Duração total:                                               | 43:06   |  |

## Créditos
De acordo com as notas de encarte de I'll Be Your Girl

### The Decemberists
- Colin Meloy - vocais, violão, guitarra
- Chris Funk - violão, guitarra, sintetizador, banjo, bouzouki, bandolim
- Jenny Conlee - piano, órgão, vibrafone, acordeão, sintetizador
- Nate Query - baixo elétrico, contrabaixo, violoncelo
- John Moen - bateria, percussão

### Músicos adicionais
- Nora O'Connor - backing vocals
- Kelly Hogan - backing vocals
- Mikaela Davis - harpa (faixa 10)
- Joe Cunningham - saxofone (faixa 9)
- Gaelynn Lea - violino (faixa 10)
- Coro em "We All Die Young": Birch Query, Eleanor Laurie, Finn Query, Louise Moen, Max Markewitz, Mina Greenberg Motamedi, Sabrina Montgomery, Satchel Laurie, Scout Funk

### Produção
- Produzido por John Congleton e The Decemberists
- Gravado e mixado por John Congleton
- Masterizado por Greg Calbi
- Direção de arte e design por Glen Nakasako, Jeri Heiden, Carson Ellis
- Ilustrações e lettering por Carson Ellis
- Fotografia por @misterjayem, Carson Ellis, Chris Funk, Chris Slusarenko, David Wala, Eric Mayers, Ray Tollison, Holly Andres